# Swalmen
Swalmen (anhörenⓘ; limburgisch Zjwame; ausgesprochen „Schwame“ mit weichem „sch“) ist ein Ortsteil von Roermond in der niederländischen Provinz Limburg. Swalmen liegt zwischen der Maas und der parallel zu ihr verlaufenden deutschen Grenze; die deutsche Nachbarstadt ist Brüggen.
Das Dorf Swalmen ist nach dem Fluss Schwalm (niederländisch Swalm) benannt, der, aus Deutschland kommend, auf Swalmener Gebiet in die Maas mündet.

## Geschichte
Der Ort wurde im Mittelalter urkundlich erwähnt, im 11. und 12. Jahrhundert als Sualmo, um etwa 1200 als Sualmum und 1239 als Swalmene. Auf dem Gemeindegebiet liegt Schloss Hillenraad in dem von 1775 bis 1793 der Roermonder Bischof Philipp Damian von Hoensbroech residierte.

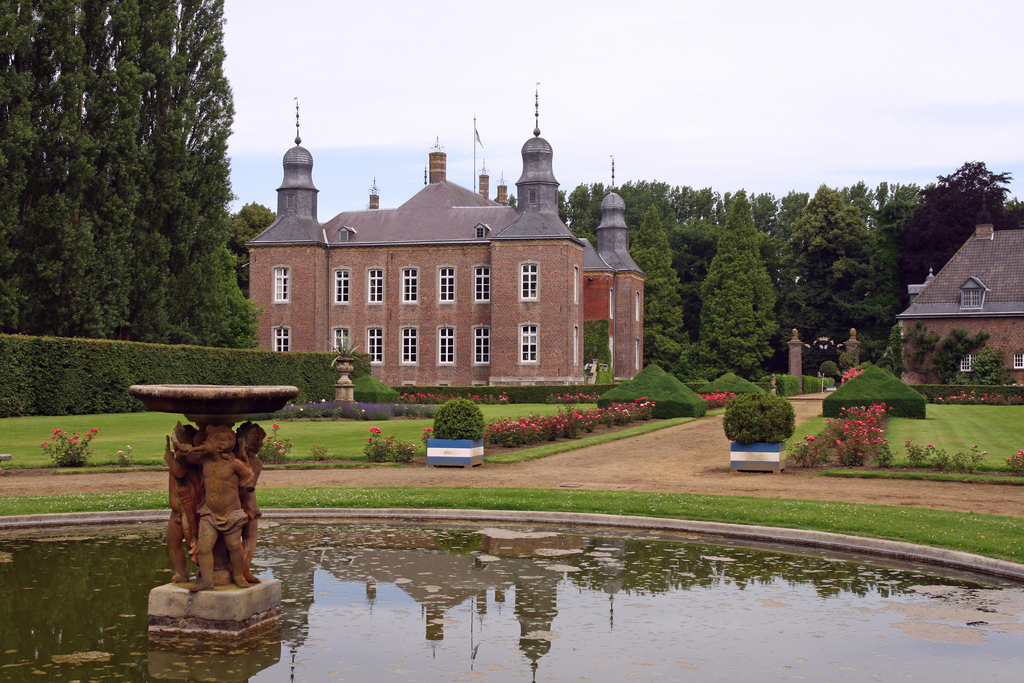
Schloss Hillenraad

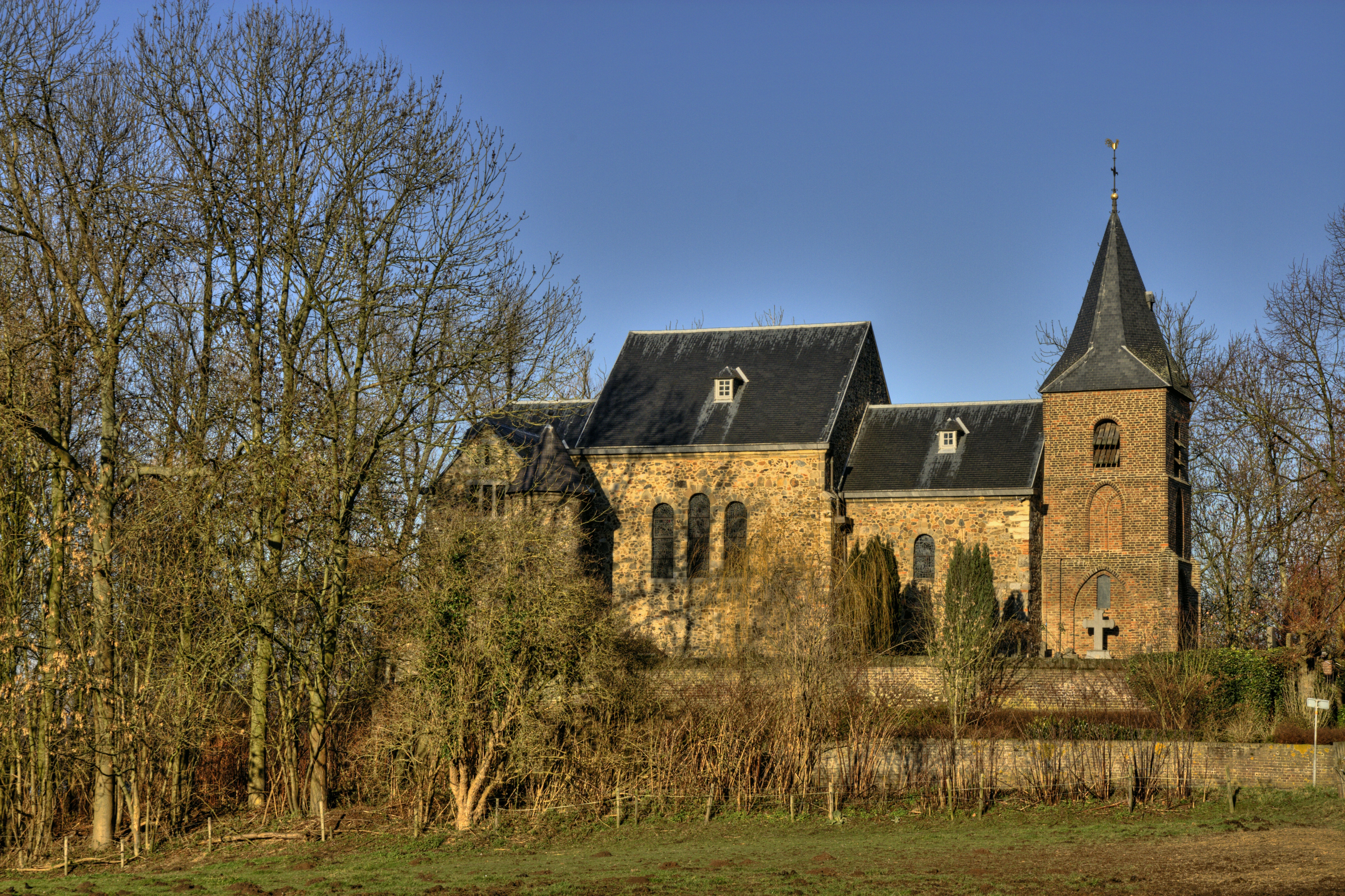
Asselt

Die Gemeinde Swalmen ist zum Jahresbeginn 2007 in die Nachbarstadt Roermond eingemeindet worden. Sie zählte 8790 Einwohner (Stand 31. Dezember 2006) und erstreckte sich auf einer Fläche von 24,32 km² (davon 1,99 km² Wasserfläche). Die Gemeinde bestand außer dem Ortskern Swalmen (ca. 7710 Einwohner) aus den Dörfern Asselt (ca. 180 Einwohner) und Boukoul (ca. 970 Einwohner).
Die Eingemeindung wurde von der großen Mehrheit der Swalmener vehement abgelehnt. Befürchtet wurde eine zukünftige Benachteiligung der Eingemeindeten durch die Entscheidungsgremien der mit rund 45.000 Einwohnern wesentlich größeren Stadt.
In den Niederlanden entscheiden nicht die Kommunen selbst über Kommunalreformen, sondern die „Eerste Kamer“ des niederländischen Parlaments. Die Fusion ist im September 2006 von 35 gegen 34 Senatoren mit einer Stimme Mehrheit beschlossen worden, dabei waren sechs Senatoren abwesend.
Die getroffene Entscheidung wurde von Swalmenern mit Humor kommentiert: Anfang 2007 stand am Ortseingang von Roermond aus Richtung Swalmen für längere Zeit ein offiziell aussehendes Ortsschild mit der Bezeichnung „Swalmen-Süd“.

## Politik

### Sitzverteilung im Gemeinderat
Bis zur Auflösung der Gemeinde ergab sich seit 1982 folgende Sitzverteilung:
| Partei              | Sitze | Sitze | Sitze | Sitze | Sitze | Sitze |
| Partei              | 1982  | 1986  | 1990  | 1994  | 1998  | 2002  |
| ------------------- | ----- | ----- | ----- | ----- | ----- | ----- |
| CDA                 | 5     | 5     | 7     | 4     | 5     | 4     |
| Demokraten Swalmen  | —     | —     | —     | 4     | 3     | 4     |
| VVD                 | —     | 1     | 1     | 2     | 2     | 3     |
| PvdA                | —     | 3     | 5     | 3     | 3     | 2     |
| Progressief Swalmen | 3     | 3     | 5     | 3     | 3     | 2     |
| Swalmer Signaal a   | 2     | 2     | —     | —     | —     | —     |
| Boukoul b           | 2     | 2     | —     | —     | —     | —     |
| Lijst Noten c       | 1     | —     | —     | —     | —     | —     |
| Lijst Boerma        | 0     | —     | —     | —     | —     | —     |
| Lijst Kessels       | 0     | —     | —     | —     | —     | —     |
| Lijst Delissen      | 0     | —     | —     | —     | —     | —     |
| Gesamt              | 13    | 13    | 13    | 13    | 13    | 13    |

## Städtepartnerschaften
- Marktredwitz, Deutschland
- Nepomuk, Tschechien

## Söhne und Töchter der Stadt
- Mathieu Cordang (1869–1942), Radrennfahrer
- Hendrikus Hubertus Janssen (1910–1982), Klassischer Philologe, Hochschullehrer und Politiker
- Jacques Benders (1924–2017), Mathematiker
- Han Noten (* 1958), Politiker
- Ben van Dael (* 1965), Fußballtrainer